# محافظة تان هوا
محافظة تان هوا  ( بالفيتنامية : Thanh Hóa ) هي إحدى محافظات فيتنام. وتقع في الساحل الوسط شمالي.

## أعلام
- فونج-ثانه
- لو لوي

## روابط إضافية
- Official Site of Thanh Hoa Government
- Official Site of Thanh Hoa City Government نسخة محفوظة 21 يونيو 2007 على موقع واي باك مشين.
- Photos